# Kip Marengo

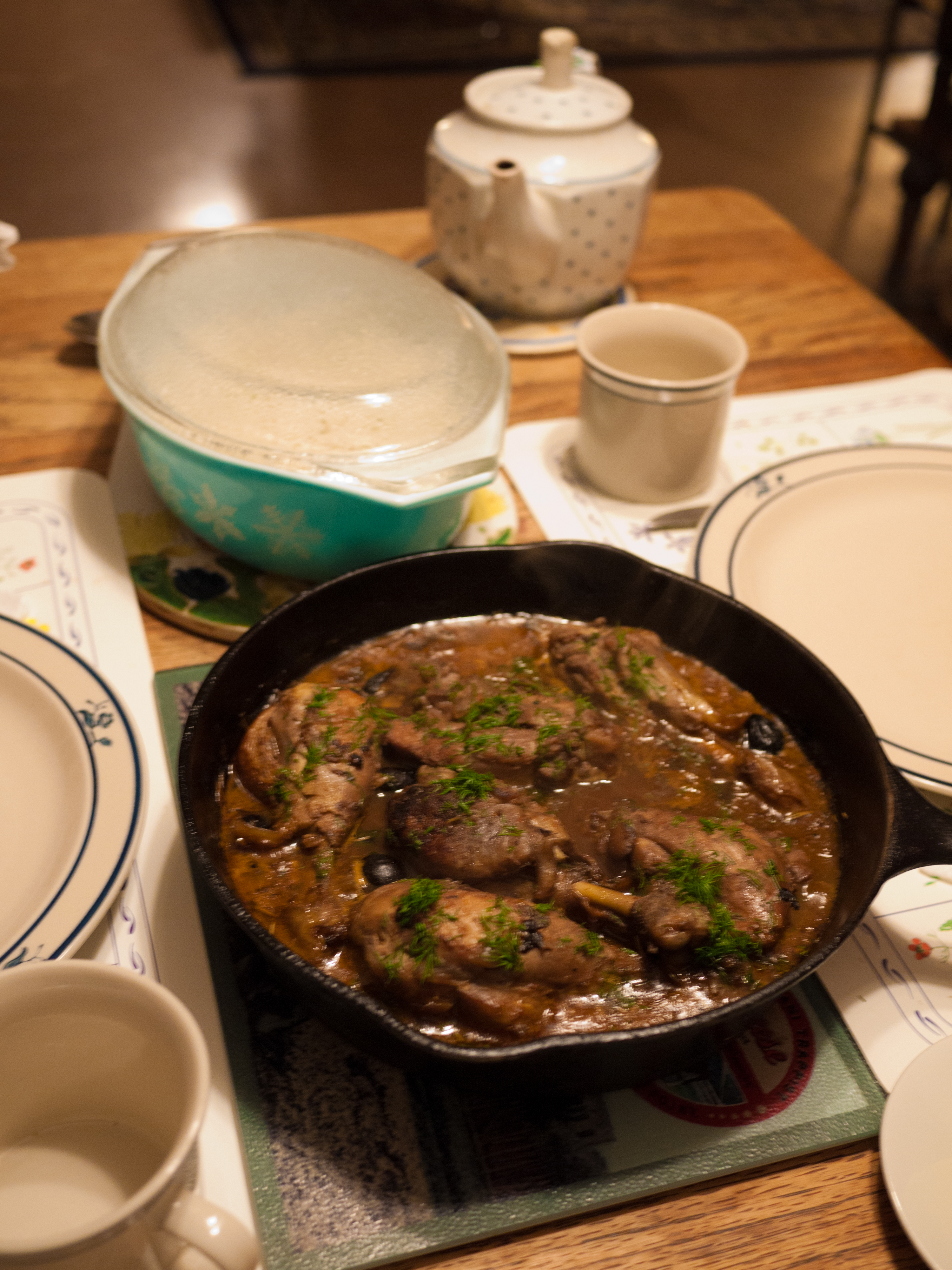
Kip Marengo

Kip Marengo is een gerecht, vernoemd naar de Slag bij Marengo (14 juni 1800). Napoleon behaalde daar een legendarische overwinning op het Oostenrijkse leger. Het verhaal over het ontstaan van het gerecht is vrij spectaculair: Napoleon at nooit voor een veldslag; hij dreigde de slag bij Marengo te verliezen, totdat zijn generaal Desaix alsnog met 5.000 man en acht kanonnen verscheen. Napoleon had inmiddels honger, en vroeg om een warme maaltijd. Echter, de foeragewagens waren gedurende de strijd ergens achtergebleven, dus moest zijn persoonlijke kok improviseren met wat men inderhaast nog kon vinden: een kip, wat eieren, tomaten, knoflook, wat kruiden, olijfolie, wat rivierkreeftjes en een braadpan.
De kok sneed de kip in stukken (met een sabel, wordt gezegd) en braadde deze in de olijfolie. Hij voegde de tomaten, knoflook en uien toe, deed er wat cognac bij die Napoleon bij zich droeg, kookte de kreeftjes en bakte de eieren als garnering en deed er een stuk soldatenbrood bij (een vorm van scheepsbeschuit). Napoleon was erg ingenomen met het gerecht. Nadat de Oostenrijkers alsnog waren verslagen beschouwde Napoleon het als een gerecht dat hem geluk bracht en liet hij het na elke overwinning bereiden. Hij wilde niet dat er iets aan de receptuur veranderde en weigerde het te eten als er iets aan veranderd was. 
Dit kleurrijke verhaal is echter waarschijnlijk een mythe. Alan Davidson schrijft dat er op dat moment geen toegang tot tomaten zou zijn geweest, en het eerste gepubliceerde recept voor het gerecht vermeldt geen tomaten. De meer plausibele verklaring voor de oorsprong van het gerecht is dat het werd gemaakt door een restaurantchef in Parijs ter ere van de overwinning van Napoleon.
Vandaag de dag worden wel variaties van het gerecht gemaakt: men braadt de kip in boter, voegt witte wijn in plaats van cognac toe of laat alles in de oven garen. Vaak wordt het met pasta of stokbrood gegeten en voegt men olijven aan de saus toe.